# Praga BH-41
Praga BH-41, sau có định danh E-41, là một loại máy bay huấn luyện nâng cao sản xuất ở Tiệp Khắc trong thập niên 1930.

## Biến thể
- BH-41 hay E-41
- E-141
- E-241

## Quốc gia sử dụng
Czechoslovakia
- Không quân Tiệp Khắc

 Germany
- Luftwaffe

 Cộng hòa Slovak
- Slovenské vzdušné zbrane

## Tính năng kỹ chiến thuật (E-241)
Dữ liệu lấy từ Němeček 1968
Đặc điểm tổng quát
- Kíp lái: 2
- Chiều dài: 8.30 m (27 ft 3 in)
- Sải cánh: 11.15 m (36 ft 7 in)
- Chiều cao: [3] 3.05 m (10 ft 0 in)
- Diện tích cánh: 28.6 m2 (308 ft2)
- Trọng lượng rỗng: 1,185 kg (2,607 lb)
- Trọng lượng có tải: 1,570 kg (3,454 lb)
- Powerplant: 1 × Walter Pollux II, 270 kW (360 hp)

Hiệu suất bay
- Vận tốc cực đại: 230 km/h (140 mph)
- Tầm bay: [3] 750 km (465 dặm)
- Trần bay: 5,700 m (18,700 ft)
- Vận tốc lên cao: lên độ cao 3.000 m (9.843 ft)[3] 4.5 m/s (890 ft/phút)